# Koinawa
Koinawa je selo na koraljnom otoku Abaiangu na Kiribatima. Prema popisu stanovništva iz 2010. godine imalo je 312 stalnih stanovnika.
Poznato je po tome što je u njemu smještena katolička crkva Gospe od svete krunice, svojevrstan simbol katoličanstva na Kiribatima.
U Koinawi je smješten otočni bolnički centar, s klinikom, domom zdravlja i ispostavom za hitnu pomoć (dnevnom bolnicom).
Većina stanovništva bavi se poljoprivredom, uglavnom uzgojem tropskog voća, kokosa i palmi. Zbog čestih izmjena morskih mijena i tropske klime s čestim sušama, nema mnogo mogućnosti za uzgoj stoke ili ovčarstvo. Manji dio stanovništva bavi se pružanjem usluga u turizmu i ugostiteljstvu.
Obala u obliku lagune podložna je snažnom erodiranju kao rezultat stalnoga djelovanja valova.